# Mandarinska riba
Mandarinska riba (Synchiropus splendidus), poznata akvarijska riba, smatra se zbog jarkih boja jednom od najljepših riba na svijetu. To je morska riba koja naraste maksimalno 7 centimetra a rasprostranjena je u zapadnom Pacifiku između otočja Ryukyu i Australije. Stanovnik je plitkih zaštićenih laguna i obalnih grebena.
Za akvariste je potrebno je znati da se gotovo isključivo hrani malenim račićima kopepodima i amfipodima, koje je teško nabaviti u slobodnoj prodaji, te da odbija drugu hranu.
Mandarinska riba pripada porodici Callionymidae, red Perciformes, a najsličnija joj je psihodelična mandarinska riba (Synchiropus picturatus).